# Wahlen zum Repräsentantenhaus der Vereinigten Staaten 1892
Bei den Wahlen zum Repräsentantenhaus der Vereinigten Staaten 1892 wurden am 8. November 1892 die Abgeordneten des Repräsentantenhauses gewählt. In drei Staaten wurde bereits zwischen Juni und September gewählt. Die Wahlen waren Teil der allgemeinen Wahlen zum 53. Kongress der Vereinigten Staaten in jenem Jahr, bei denen auch ein Drittel der US-Senatoren gewählt wurden. Gleichzeitig fand auch die Präsidentschaftswahl des Jahres 1892 statt, die der Demokrat Grover Cleveland gewann.
Zu dieser Zeit bestanden die Vereinigten Staaten aus 44 Bundesstaaten. Es waren 356 Abgeordnete zu wählen. Die Sitzverteilung basierte auf der Volkszählung von 1890, worauf auch die Erhöhung der Abgeordnetenzahl zurückzuführen ist.
Bei den Wahlen erholten sich die Republikaner leicht von ihren schweren Verlusten zwei Jahre zuvor. Mit einem Zugewinn von 38 Sitzen kamen sie nun auf 124 Mandate im Repräsentantenhaus. Damit blieben sie aber weiterhin in der Opposition. Die Demokraten verloren 20 Sitze konnten aber mit 218 Mandaten ihre absolute Mehrheit behalten. Die Populist Party, die vor allem Farmer und Arbeiter vertrat, war vor allem im Süden und Westen stark und gewann 3 Sitze hinzu und kam nun auf 11 Mandate. Den Republikanern gelang es nun, einige ihrer traditionellen Wahlbezirke in den Nordstaaten, die sie 1890 verloren hatten, zurückzugewinnen. Dabei spielte auch eine leichte wirtschaftliche Erholung eine Rolle.
Wahlberechtigt und wählbar waren nur Männer. Frauen waren noch bis 1920 auf Bundesebene von Wahlen ausgeschlossen. Vor allem in den Südstaaten war das Wahlrecht durch Gesetze eingeschränkt, die das Wahlrecht an ein bestimmtes Steueraufkommen knüpften. Dadurch wurden ärmere Weiße, vor allem aber viele Afro-Amerikaner vom Wahlrecht ausgeschlossen.

## Wahlergebnis
- Demokratische Partei 218 (238) Sitze
- Republikanische Partei 124 (86) Sitze
- Populist Party 11 (8) Sitze
- Sonstige: 3 (0) Sitze

Gesamt: 356 (332)
In Klammern sind die Ergebnisse der letzten Wahl zwei Jahre zuvor. Veränderungen im Verlauf der Legislaturperiode, die nicht die Wahlen an sich betreffen, sind bei diesen Zahlen nicht berücksichtigt, werden aber im Artikel über den 53. Kongress im Abschnitt über die Mitglieder des Repräsentantenhauses bei den entsprechenden Namen der Abgeordneten vermerkt. Das Gleiche gilt für Wahlen in Staaten, die erst nach dem Beginn der Legislaturperiode der Union beitraten. Daher kommt es in den Quellen gelegentlich zu unterschiedlichen Angaben, da manchmal Veränderungen während der Legislaturperiode in die Zahlen eingearbeitet wurden und manchmal nicht.